# Santa Cecilia Chapel

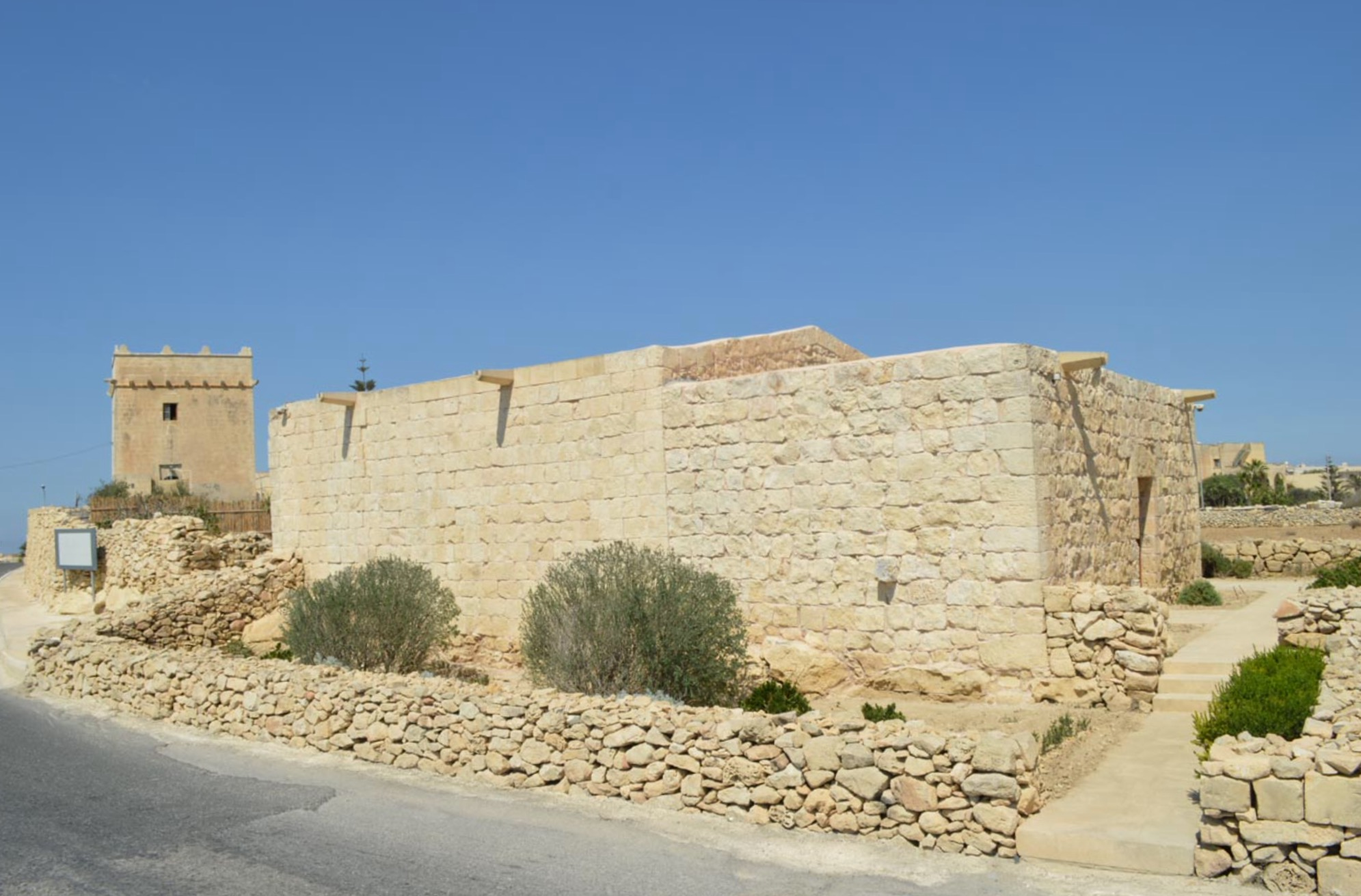
Die Santa Cecilia Chapel von der Rückseite mit dem Santa Cecilia Tower im Hintergrund

Die Santa Cecilia Chapel (maltesisch Il-Kappella ta’ Santa Ċeċilja oder Il-Kappella ta’ Santa Ċilja) ist eine frühere römisch-katholische Kapelle innerhalb der Gemeindegrenzen von Għajnsielem auf Gozo in Malta, die der Heiligen Cäcilia von Rom geweiht war. Die Kapelle wurde um 1540 erbaut, doch 1644 entwidmet und in ein Nebengebäude für den in der Nähe liegenden Santa Cecilia Tower umgebaut.
Es handelt sich um den einzigen noch bestehenden Bau einer mittelalterlichen Kapelle auf Gozo; er wurde bei einer Brandstiftung 2007 schwer beschädigt und stürzte 2008 teilweise ein. Die Kapelle wurde dann der Nichtregierungsorganisation Wirt Għawdex übergeben, die den Bau zwischen 2008 und 2011 wiederherstellte. Seit der Einweihung 2012 ist die restaurierte Kapelle einmal im Monat für die Öffentlichkeit zugänglich.

## Geschichte

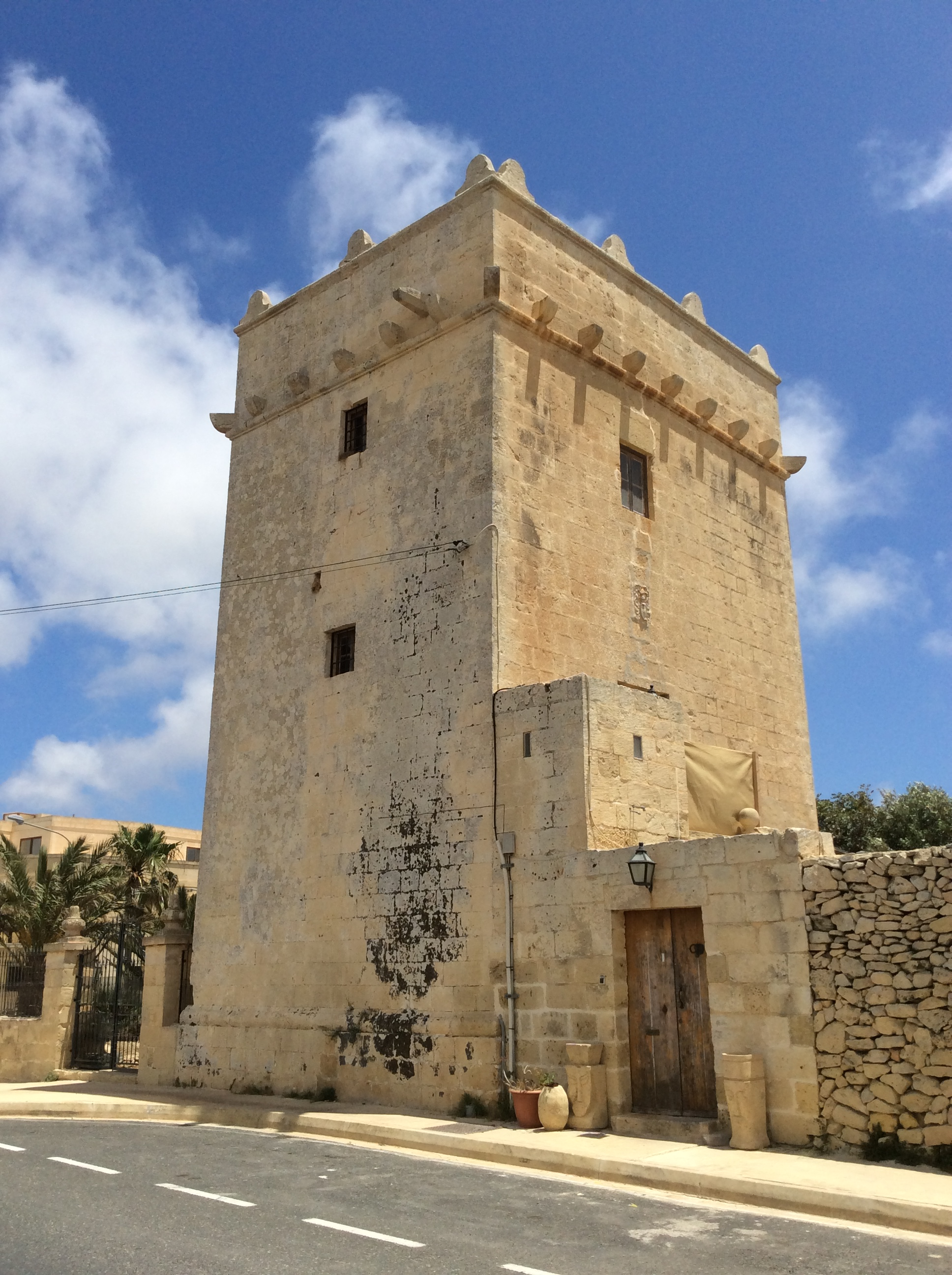
Der benachbarte Santa Cecilia Tower wurde 1613 erbaut.

Das genaue Baujahr der Santa Cecilia Chapel ist nicht bekannt, doch geht man davon aus, dass der Kapellenbau um 1540 begonnen wurde. Das Gebiet um die Kapelle wurde in amtlichen Dokumenten aus den Jahren 1424 und 1569 bezeichnet als Santa Cecilie del Mugiarro oder in Schreibvarianten davon. In der Gegenwart heißt es auf Maltesisch ta’ Santa Ċeċilja oder ta’ Santa Ċilja. Die älteste Nennung des Bauwerkes selbst geht auf einen Pastoralbesuch des Bischofes Baldassarre Cagliares im Jahr 1615 zurück.
1613 erbaute der Ritter Fra Bernardo Macedonia einen Turm in der Nähe, der seinen Namen von der Kapelle ableitet. 1630 wurde die Kapelle als in einem guten baulichen Zustand beschrieben, doch bereits 1635 war das Bauwerk in einem schlechten Zustand und die Kapelle wurde 1644 entwidmet. Die Kapelle wurde dann ein Nebengebäude für den Turm und hat möglicherweise zeitweise eine von Maultieren angetriebene Mühle beherbergt.
Die Kapelle und der Turm wurden 1996 als Grade-1-Monument eingestuft, und im Jahr darauf wurde ein Enteignungsverfahren gegen die Eigentümer des Bauwerks eingeleitet, doch wurde die behördliche Enteignungsanordnung wegen eines Streits um die für die Enteignung zu zahlende Entschädigungshöhe nicht umgesetzt. Die Kapelle blieb deswegen bis in die Anfangsjahre des 21. Jahrhunderts ein Tierstall und Lager. Im August 2007 steckten Vandalen das Innere des Gebäudes in Brand und verursachten dabei irreparable Schäden. Ein Teil der Westmauer und einige Dachbalken brachen infolge starker Regenfälle im Januar 2008 zusammen.

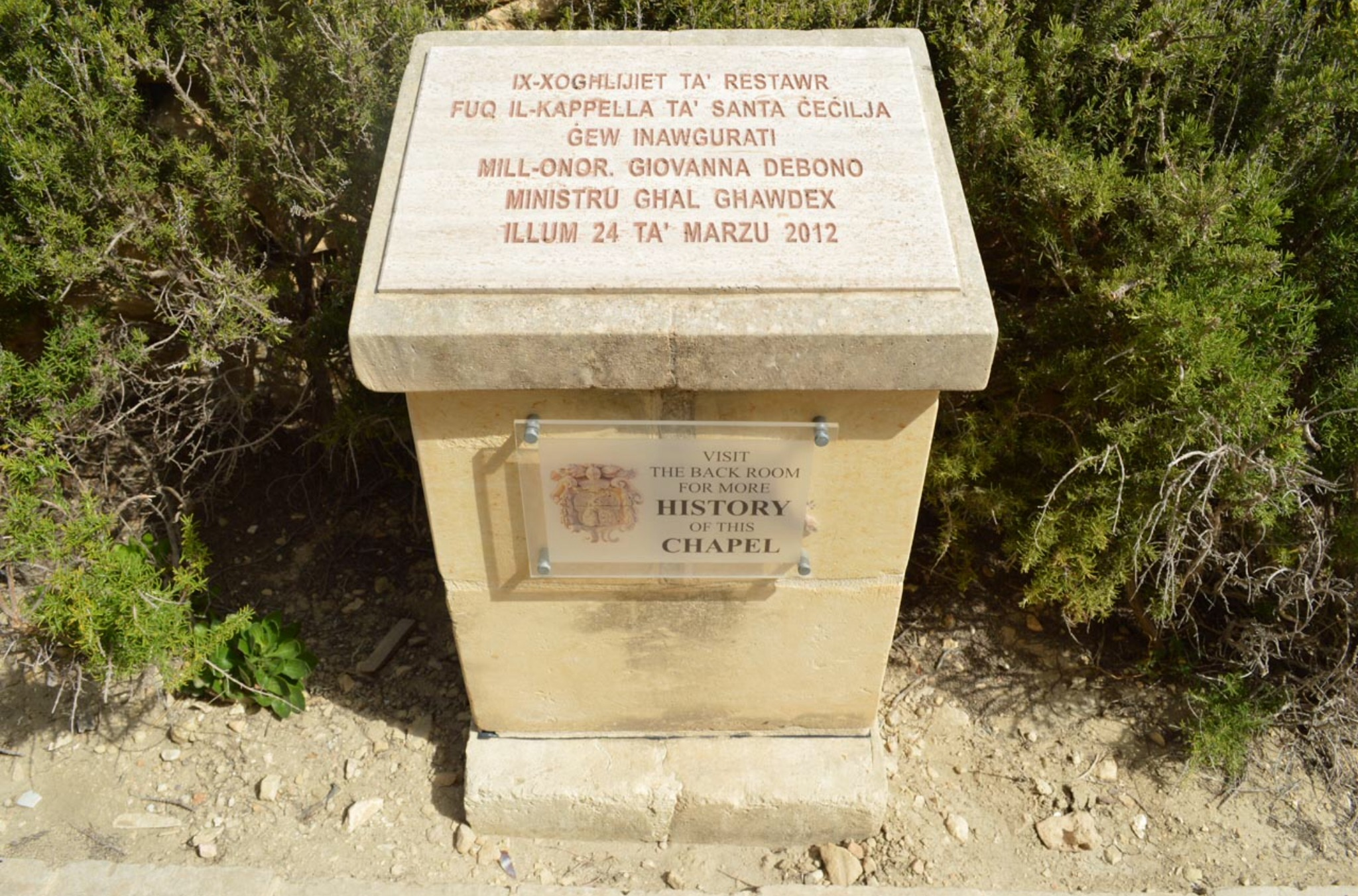
Der Gedenkstein erinnert an die Einweihung der restaurierten Kapelle im Jahr 2012.

Danach wurden bauliche Stabilisierungsmaßnahmen ergriffen, und im Jahresverlauf wurde die Kapelle der NGO Wirt Għawdex übergeben. Die Erneuerungsarbeiten dauerten bis 2011 an, und am 24. März 2012 wurde das Bauwerk eingeweiht. Ausgeführt wurden die Restaurierungsarbeiten durch Wirt Għawdex und das Ministry for Gozo, Finanzhilfe stellten auch die Baron Group of Companies und der Rotary Club Gozo. Die Kapelle wurde zu einem Veranstaltungsgebäude für kulturelle Veranstaltungen umgebaut, darunter für Lesungen, Ausstellungen und Konzerte.
Das Bauwerk wird weiterhin von Wirt Għawdex verwaltet und ist jeweils am letzten Samstag des Monats von 11.00 bis 13.00 Uhr für die Öffentlichkeit kostenlos zugänglich.
Das Bauwerk ist nun auch im National Inventory of the Cultural Property of the Maltese Islands verzeichnet.

## Architektur
Die Santa Cecilia Chapel hat einen einfachen Grundriss. Sie ist ein typisches Beispiel der vernakularen maltesischen Architektur aus dem Spätmittelalter. Es ist die am besten erhaltene einschiffige Kapelle in Malta, wie sie einst auf den Inseln des Archipels üblich waren. Es ist die einzige noch bestehende mittelalterliche Kapelle auf Gozo.
Das Gebäude hat eine fast genau quadratischen Grundriss, der etwa 7 m × 7 m misst. Das Satteldach ist leicht geneigt. Die Kapelle ist aus örtlich gebrochenem Kalkstein gebaut, wobei die Vorderseite aus behauenen Steinen und die anderen Seiten aus unbehauenen Bruchsteinen gemauert sind. Der Boden der Kapelle liegt etwa einen Meter unterhalb des umgebenden Geländes, so dass drei Stufen vom Eingang hinab führen. Das Innere besteht aus vier Jochen, und das Dach wird von drei Steinbögen gestützt. Ein kleines Fenster über der Tür ist, abgesehen von der Eingangstür, die einzige Quelle natürlichen Lichtes im Inneren des Gebäudes.